# Lista chorążych reprezentacji Serbii i Czarnogóry na igrzyskach olimpijskich
Lista chorążych reprezentacji Serbii i Czarnogóry na igrzyskach olimpijskich – lista zawodników i zawodniczek reprezentacji Serbii i Czarnogóry, którzy podczas ceremonii otwarcia nowożytnych igrzysk olimpijskich nieśli flagę Serbii i Czarnogóry.

## Chronologiczna lista chorążych
| Lp. | Rok i miejsce | Chorąży        | Dyscyplina            |
| --- | ------------- | -------------- | --------------------- |
| 1   | 2004, Ateny   | Dejan Bodiroga | Koszykówka            |
| 2   | 2006, Turyn   | Jelena Lolović | Narciarstwo alpejskie |